# París-Niza 1998
La París-Niza 1998 fue la edición número 56 de la carrera, que estuvo compuesta de ocho etapas del 8 al 15 de marzo de 1998. Los ciclistas completaron un recorrido de 1257 km con salida en Suresnes y llegada a Niza, en Francia. La carrera fue vencida por el belga Frank Vandenbroucke, que fue acompañado en el podio por el francés Laurent Jalabert y el español Marcelino García.

## Etapas
| Etapa | Fecha       | Recorrido                   | km       | Ganador             | Líder               |
| ----- | ----------- | --------------------------- | -------- | ------------------- | ------------------- |
| 1.ª   | 8 de marzo  | Suresnes-París (CRI)        | 10.2 km  | Frank Vandenbroucke | Frank Vandenbroucke |
| 2.ª   | 9 de marzo  | Montereau-Sens              | 170.2 km | David Etxebarria    | Frank Vandenbroucke |
| 3.ª   | 10 de marzo | Sens-Nevers                 | 195.8 km | Tom Steels          | Frank Vandenbroucke |
| 4.ª   | 11 de marzo | Nevers-Vichy                | 194.5 km | Tom Steels          | Frank Vandenbroucke |
| 5.ª   | 12 de marzo | Cusset-Col de la République | 113 km   | Frank Vandenbroucke | Frank Vandenbroucke |
| 6.ª   | 13 de marzo | Montélimar-Sisteron         | 189 km   | Andrei Tchmil       | Frank Vandenbroucke |
| 7.ª   | 14 de marzo | Sisteron-Cannes             | 223 km   | Andrei Tchmil       | Frank Vandenbroucke |
| 8.ª   | 15 de marzo | Niza-Niza                   | 161.4 km | Christophe Capelle  | Frank Vandenbroucke |

### 1.ª etapa
8-03-1998. Suresnes-París, 10.2 km.  (CRI)
|   | Ciclista            | Equipo        | Tiempo  |
| - | ------------------- | ------------- | ------- |
| 1 | Frank Vandenbroucke | Mapei-Bricobi | 12' 31" |
| 2 | Laurent Jalabert    | ONCE          | + 7"    |
| 3 | Bruno Boscardin     | Festina-Lotus | + 19"   |

### 2.ª etapa
9-03-1998. Montereau-Sens 170.2 km.
|   | Ciclista            | Equipo        | Tiempo     |
| - | ------------------- | ------------- | ---------- |
| 1 | David Etxebarria    | ONCE          | 4h 25' 24" |
| 2 | Lauri Aus           | Casino-Ag2r   | + 2"       |
| 3 | Frank Vandenbroucke | Mapei-Bricobi | + 5"       |

### 3.ª etapa
10-03-1998. Sens-Nevers 195.8 km.
|   | Ciclista            | Equipo                   | Tiempo     |
| - | ------------------- | ------------------------ | ---------- |
| 1 | Tom Steels          | Mapei-Bricobi            | 5h 27' 15" |
| 2 | Frédéric Moncassin  | Gan                      | m. t.      |
| 3 | Gian-Matteo Fagnini | Saeco Macchine per Caffé | m. t.      |

### 4.ª etapa
11-03-1998. Nevers-Vichy, 194.5 km.
|   | Ciclista       | Equipo         | Tiempo     |
| - | -------------- | -------------- | ---------- |
| 1 | Tom Steels     | Mapei-Bricobi  | 5h 08' 43" |
| 2 | Andrei Tchmil  | Lotto-Mobistar | m. t.      |
| 3 | Stuart O'Grady | Gan            | m. t."     |

### 5.ª etapa
12-03-1998. Cusset-Col de la République, 113 km.
Salida real en Saint-Just-en-Chevalet (a 44 km de Cusset) por culpa de la nieve y el hielo en les carreteras. Los ciclistas llegaron en coche.
|   | Ciclista            | Equipo        | Tiempo     |
| - | ------------------- | ------------- | ---------- |
| 1 | Frank Vandenbroucke | Mapei-Bricobi | 2h 42' 08" |
| 2 | Marcelino García    | ONCE          | + 2"       |
| 3 | Alex Zülle          | Festina-Lotus | + 22"      |

### 6.ª etapa
13-03-1998. Montélimar-Sisteron, 189 km.
|   | Ciclista          | Equipo         | Tiempo     |
| - | ----------------- | -------------- | ---------- |
| 1 | Andrei Tchmil     | Lotto-Mobistar | 4h 29' 45" |
| 2 | Francisco Mancebo | Banesto        | m. t.      |
| 3 | José Luis Arrieta | Banesto        | m. t.      |

### 7.ª etapa
14-03-1998. Sisteron-Cannes, 223 km.
|   | Ciclista         | Equipo         | Tiempo     |
| - | ---------------- | -------------- | ---------- |
| 1 | Andrei Tchmil    | Lotto-Mobistar | 5h 24' 02" |
| 2 | Stéphane Barthe  | Casino-Ag2r    | m. t.      |
| 3 | Laurent Jalabert | ONCE           | m. t.      |

### 8.ª etapa
15-03-1998. Niça-Niça, 161.4 km.
Llegada situada en el Paseo de los Ingleses.
|   | Ciclista           | Equipo          | Tiempo     |
| - | ------------------ | --------------- | ---------- |
| 1 | Christophe Capelle | Cofidis         | 3h 55' 30" |
| 2 | Tom Steels         | Mapei-Bricobi   | m. t.      |
| 3 | Jay Sweet          | BigMat-Auber'93 | m. t.      |

## Clasificaciones finales

### Clasificación general
| Pos. | Ciclista            | Equipo             | Tiempo      |
| ---- | ------------------- | ------------------ | ----------- |
|      | Frank Vandenbroucke | Mapei-Bricobi      | 31h 45' 03" |
| 2    | Laurent Jalabert    | ONCE               | + 40"       |
| 3    | Marcelino García    | ONCE               | + 48"       |
| 4    | Alex Zülle          | Festina-Lotus      | + 59"       |
| 5    | Rodolfo Massi       | Casino-Ag2r        | + 1' 11"    |
| 6    | Christophe Moreau   | Festina-Lotus      | + 1' 14"    |
| 7    | Mikel Zarrabeitia   | ONCE               | + 1' 25"    |
| 8    | Laurent Dufaux      | Festina-Lotus      | + 1' 29"    |
| 9    | Peter Luttenberger  | Rabobank           | m. t.       |
| 10   | Roberto Heras       | Kelme-Costa Blanca | + 1' 45"    |